# 擬毛燈蘚
擬毛燈蘚（学名：Rhizomnium pseudopunctatum）为提燈蘚科毛燈蘚屬下的一个种。